# 福保街道
福保街道是中国广东省深圳市福田区下辖的一个街道。因取区域内南部的福田保税区之简写“福保”而得名。总面积5.01平方公里，辖区人口21.85万，下辖5个社区工作站。街道办事处驻新洲南路石厦四街计生中心综合楼6、7楼。
福保街道是福田区2009年新设置的两个街道办事处之一，成立于2009年7月10日。

## 地理
福保街道办事处辖区东至益田路、国花路、桂花路、福田口岸西广场边防巡逻路，西至新洲路、新洲河，南邻深圳河，北至滨河大道、福强路。地处福田区中心部，是福田区委区政府所在地。福田保税区亦处于街道办事处辖区南部。

## 行政区划
福保街道办事处下辖以下地区：
新港社区、益田社区、石厦社区、明月社区和福保社区。